# Waikiki Wedding
Waikiki Wedding (br: Amor Havaiano) é um filme estadunidense de 1937, do gênero comédia musical, dirigido por Frank Tuttle e estrelado por Bing Crosby. O roteiro, escrito por quatro pessoas, foi retrabalhado tanto pelo diretor Tuttle quanto pelo produtor Arthur Hornblow, Jr. para que a fita fosse o grande sucesso que realmente foi.
O filme ganhou o Oscar de Melhor Canção, com Sweet Leilani, de Harry Owens, além de ter concorrido também na categoria de Melhor Coreografia.

## Sinopse
Em um Havaí de estúdio, Tony Marvin é o relações públicas que cria o concurso "Miss Abacaxi" para divulgar a empresa em que trabalha. A vencedora, Georgia Smith, chega a Honolulu acompanhada da estenógrafa Myrtle Finch, para um passeio de três semanas, no fim do qual deve publicar suas impressões. Quando elas resolvem retornar logo porque acharam tudo muito aborrecido, Tony e seu amigohad Buggle, que caíram de amores pelas duas, precisam convencê-las a ficar. De repente, entra na história uma misteriosa pérola negra que deve ser devolvida aos ilhéus a fim de acalmar a deusa de um vulcão ativo.
Para complicar, Victor, o dentista noivo de Georgia, chega à sua procura, junto com o primo Herman.

## Elenco
| Ator/Atriz      | Personagem        |
| --------------- | ----------------- |
| Bing Crosby     | Tony Martin       |
| Bob Burns       | Shad Buggle       |
| Shirley Ross    | Georgia Smith     |
| Martha Raye     | Myrtle Finch      |
| George Barbier  | J.P. Todhunter    |
| Leif Erickson   | Victor Quimby     |
| Grady Sutton    | Everett Todhunter |
| Granville Bates | Primo Herman      |
| Anthony Quinn   | Kimo              |

## Principais prêmios e indicações
| Prêmio | Categoria(s) Indicada(s)        | Categoria(s) Premiada(s) |
| ------ | ------------------------------- | ------------------------ |
| Oscar  | Melhor Canção Melhor Cenografia | Melhor Canção            |